# Fairport Convention (album)
| Recensione                        | Giudizio |
| --------------------------------- | -------- |
| AllMusic                          | [ 1 ]    |
| Piero Scaruffi                    | [ 2 ]    |
| The New Rolling Stone Album Guide | [ 3 ]    |

Fairport Convention è il primo album dei Fairport Convention, pubblicato nel giugno del 1968.
Non va tuttavia confuso con l'omonimo album pubblicato dalla A&M Records, che è la versione statunitense del loro secondo album What We Did on Our Holidays.
È l'unico album dei Fairport Convention in cui appare alla voce Judy Dyble che verrà sostituita dal 1968 da Sandy Denny.

## Tracce
Lato A
1. Time Will Show the Wiser – 3:07 (Emitt Rhodes)
2. I Don't Know Where I Stand – 3:46 (Joni Mitchell)
3. If (Stomp) – 2:48 (Ian MacDonald, Richard Thompson)
4. Decameron – 3:46 (Paul Ghosh, Andrew Horvitch, Richard Thompson)
5. Jack O'Diamonds – 3:31 (Bob Dylan, Ben Carruthers)
6. Portfolio – 2:02 (Judy Dyble, Tyger Hutchings)

Durata totale: 19:00
Lato B
1. Chelsea Morning – 3:04 (Joni Mitchell)
2. Sun Shade – 3:46 (Paul Ghosh, Andrew Horvitch, Richard Thompson)
3. The Lobster – 4:49 (George Painter, Tyger Hutchings, Richard Thompson)
4. It's Alright Ma, It's Only Witchcraf – 3:16 (Tyger Hutchings, Richard Thompson)
5. One Sure Thing – 2:57 (Harvey Brooks, Jim Glover)
6. M.1 Breakdown – 1:24 (Tyger Hutchings, Simon Nicol)

Durata totale: 19:16
Edizione CD del 2003, pubblicato dalla Polydor Records (068 291-2)
1. Time Will Show the Wiser – 3:04 (Emmitt Rhodes)
2. I Don't Know Where I Stand – 3:43 (Joni Mitchell)
3. If (Stomp) – 2:45 (Ian MacDonald, Richard Thompson)
4. Decameron – 3:42 (Paul Ghosh, Andrew Horvitch, Richard Thompson)
5. Jack O'Diamonds – 3:28 (Bob Dylan, Ben Carruthers)
6. Portfolio – 1:58 (Judy Dyble, Tyger Hutchings)
7. Chelsea Morning – 3:03 (Joni Mitchell)
8. Sun Shade – 3:46 (Paul Ghosh, Andrew Horvitch, Richard Thompson)
9. The Lobster – 4:45 (Tyger Hutchings, George Painter, Richard Thompson)
10. It's Alright Ma, It's Only Witchcraf – 3:12 (Tyger Hutchings, Richard Thompson)
11. One Sure Thing – 2:52 (Harvey Brooks, Jim Glover)
12. M.1 Breakdown – 1:23 (Tyger Hutchings, Simon Nicol)
13. Suzanne – 5:45 (Leonard Cohen) – Bonus Track
14. If I Had a Ribbon Bow – 2:40 (Huey Prince, Louis C. Singer) – Bonus Track
15. Morning Glory – 3:09 (Tim Buckley) – Bonus Track
16. Reno, Nevada – 7:43 (Richard Fariña) – Bonus Track

Durata totale: 56:58
- Brani numero 15 e numero 16 registrati il 27 aprile 1968 (dal programma della TV francese Bouton Rouge)

## Formazione
- Ian MacDonald - voce solista, jews harp
- Judy Dyble - voce solista, autoharp elettrico, autoharp acustico, recorder, pianoforte
- Richard Thompson - voce, chitarra elettrica solista, chitarra acustica, mandolino
- Simon Nicol - voce, chitarra elettrica a 12 corde, chitarra elettrica a 6 corde, chitarra acustica, banjo, violino
- Tyger Hutchings - basso, jug
- Martin Lamble - percussioni, violino

Musicista aggiunto:
- Clare Lowther - violoncello

Note aggiuntive:
- Joe Boyd e Tod Lloyd - produttori (Witchseason Productions Ltd., Londra)
- Registrazioni effettuate al Sound Techniques di Londra, Inghilterra
- John Wood - ingegnere della registrazione
- Donald Silverstein - fotografo[4]